# Pacifico (Sänger)

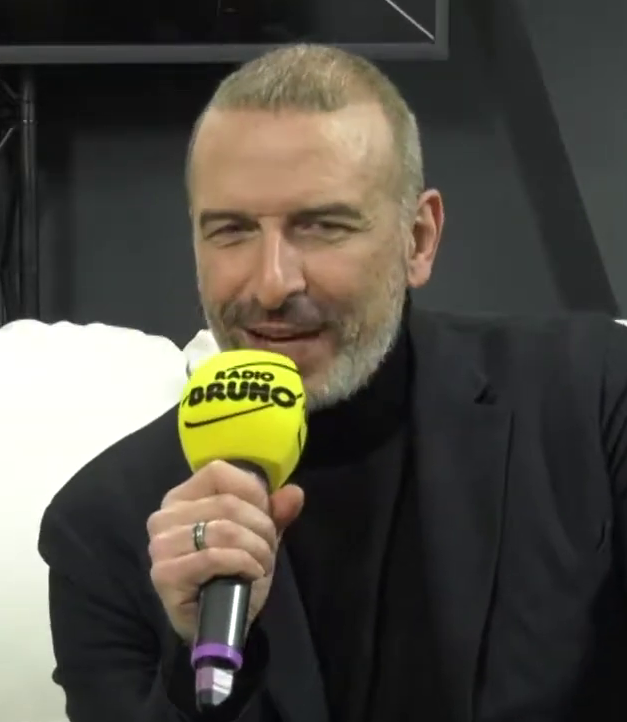
Pacifico, 2018

Pacifico (* 5. März 1964 in Mailand als Gino De Crescenzo) ist ein italienischer Sänger und Songwriter.

## Karriere
De Crescenzo übte sich schon früh in Gitarre und Klavier. Er studierte Buchhaltung und Politikwissenschaft und sammelte unterdessen seine ersten musikalischen Erfahrungen in den Bereichen Fusion, Jazz und Rock. 1989 gründete er die Band Rossomaltese, mit der er zwei Alben veröffentlichte. Als Solist debütierte er erst 2001 mit dem Album Pacifico, das ihm viel öffentliche Aufmerksamkeit einbrachte: er gewann etwa die Targa Tenco für das beste Debüt und wurde von den Lesern von Musica e dischi zum Newcomer des Monats gewählt.
Nach einer Tournee und Zusammenarbeiten mit Adriano Celentano und Samuele Bersani nahm Pacifico mit Solo un sogno am Sanremo-Festival 2004 teil und veröffentlichte im Anschluss das zweite Album Musica leggera. 2006 erschien Dolci frutti tropicali, das auch ein Duett mit Samuele Bersani enthielt. Neben seiner Tätigkeit als Songwriter unterschrieb er 2007 einen neuen Plattenvertrag bei Caterina Casellis Sugar Music, wo er 2009 Dentro ogni casa veröffentlichte. Darauf fanden sich Duette mit Gianna Nannini und Malika Ayane. Nur noch aus Duetten bestand das fünfte Album Una voce non basta, das 2012 erschien, gefolgt 2013 von der EP In cosa credi.
Beim Sanremo-Festival 2018 waren drei Lieder aus der Feder von Pacifico im Wettbewerb, wobei er eines davon zusammen mit Ornella Vanoni und Bungaro selbst präsentierte.

## Diskografie

### Alben
| Jahr | Titel                  | Höchstplatzierung, Gesamtwochen, AuszeichnungChartsChartplatzierungen (Jahr, Titel, Platzierungen, Wochen, Auszeichnungen, Anmerkungen) | Anmerkungen    |
| Jahr | Titel                  | IT | Anmerkungen    |
| ---- | ---------------------- | --- | -------------- |
| 2004 | Musica leggera         | IT47 (2 Wo.)IT | Carosello      |
| 2006 | Dolci frutti tropicali | IT60 (2 Wo.)IT | Radio Fandango |
| 2009 | Dentro ogni casa       | IT16 (9 Wo.)IT | Sugar          |
| 2012 | Una voce non basta     | IT27 (9 Wo.)IT | Sugar          |
| 2013 | In cosa credi          | IT68 (1 Wo.)IT | Sugar          |
| 2019 | Bastasse il cielo      | IT98 (1 Wo.)IT |                |

Weitere Alben
- Pacifico (Carosello; 2001)

### Singles
| Jahr | Titel Album                           | Höchstplatzierung, Gesamtwochen, AuszeichnungChartsChartplatzierungen (Jahr, Titel, Album, Platzierungen, Wochen, Auszeichnungen, Anmerkungen) | Anmerkungen                                        |
| Jahr | Titel Album                           | IT | Anmerkungen                                        |
| ---- | ------------------------------------- | --- | -------------------------------------------------- |
| 2003 | Ricordati di me                       | IT13 (6 Wo.)IT |                                                    |
| 2008 | Tu che sei parte di me                | IT7 (17 Wo.)IT | feat. Gianna Nannini                               |
| 2012 | L’unica cosa che resta                | IT70 (9 Wo.)IT |                                                    |
| 2015 | Le storie che non conosci             | IT86 (1 Wo.)IT | Samuele Bersani & Pacifico feat. Francesco Guccini |
| 2018 | Imparare ad amarsi Un pugno di stelle | IT27 (2 Wo.)IT | Ornella Vanoni mit Bungaro und Pacifico            |

## Belege
1. ↑  Chartquellen (Alben):
  - Guido Racca & Chartitalia: Top 100 FIMI Album. Lulu, 2013, S. 149.
  - Pacifico, classifiche. FIMI, abgerufen am 26. Januar 2018 (italienisch).
2. ↑  Chartquellen (Singles):
  - Guido Racca & Chartitalia: Top 100 FIMI Singoli. Lulu, 2013, S. 130.
  - Archivio classifiche Top Singoli. FIMI, abgerufen am 2. Juli 2018 (italienisch).

| Personendaten    | Personendaten                       |
| ---------------- | ----------------------------------- |
| NAME             | Pacifico                            |
| ALTERNATIVNAMEN  | De Crescenzo, Gino (Geburtsname)    |
| KURZBESCHREIBUNG | italienischer Sänger und Songwriter |
| GEBURTSDATUM     | 5. März 1964                        |
| GEBURTSORT       | Mailand                             |